# Konvention von Montevideo
Die Konvention von Montevideo über Rechte und Pflichten der Staaten ist ein Vertrag, der am 26. Dezember 1933 in Montevideo im Rahmen der Seventh International Conference of American States („Siebte Internationale Konferenz Amerikanischer Staaten“) von 20 amerikanischen Staaten unterzeichnet wurde. Es handelt sich bei dem Vertrag um regionales Völkervertragsrecht, das Bindungen nur für die Vertragsstaaten entfaltet.
Auf dieser Konferenz in Montevideo erklärten der US-Präsident Franklin D. Roosevelt und der US-Außenminister Cordell Hull ihre Ablehnung bewaffneter Interventionen in inneramerikanischen Angelegenheiten. Damit sollte dem Eindruck des US-Imperialismus widersprochen werden. Dies wird auch Good Neighbor Policy genannt.

## Definition des Staates
Artikel 1 der Konvention beinhaltet eine Definition des Begriffes ‚Staat‘:

“The state as a person of international law should possess the following qualifications: (a) a permanent population; (b) a defined territory; (c) government; and (d) capacity to enter into relations with the other states.”

„Der Staat als Subjekt des internationalen Rechts sollte folgende Eigenschaften besitzen: (a) eine ständige Bevölkerung; (b) ein definiertes Staatsgebiet; (c) eine Regierung; und (d) die Fähigkeit, in Beziehung mit anderen Staaten zu treten.“

Die Montevideo-Konvention legt somit die Definition des Staates sowie die Rechte und Pflichten der Staaten fest. Sie erweitert die Zusammengehörigkeit der drei klassischen Voraussetzungen (nach der Jellinekschen Trias der konstitutiven Elemente des Staatsbegriffs) um eine vierte Bedingung: die aus einer äußeren Souveränität (ausschließliche Völkerrechtsunmittelbarkeit) folgende Fähigkeit zur Aufnahme auswärtiger Beziehungen. Diese kann nach der allgemeinen Staatenpraxis jedoch nicht als notwendiges Erfordernis und als „irrelevant für die Staatlichkeit angesehen“ werden.
Der erste Satz des Artikels 3 legt fest, dass „Die politische Existenz eines Staates unabhängig von seiner Anerkennung durch die anderen Staaten ist.“ (engl. “The political existence of the state is independent of recognition by the other states.”) Dies wird als die Deklarative Theorie der Souveränität bezeichnet. Mehrfach wurde hinterfragt, ob diese Kriterien ausreichend sind, da sie nicht vollständig anerkannten Staaten wie der Republik China (Taiwan) oder prinzipiell nicht anerkannten Gebilden wie dem Fürstentum Sealand einen Status als Staat zuerkennen können. Entsprechend der alternativen Konstitutiven Theorie der Souveränität existiert ein Staat nur dann, wenn dieser von anderen Staaten anerkannt würde.

## Weitere Regelungen
- Jeder Staat, ob international akzeptiert oder nicht, hat das Recht auf Verteidigung seines Territoriums, politischen Kontakt und innere Sicherheit.
- Die Verfassung eines Staates gilt für alle Personen, die sich auf seinem Gebiet aufhalten.
- Gleichberechtigung im Staatsangehörigkeitsrecht: Die Eheschließung bzw. die Auflösung einer Ehe soll keinen Einfluss auf die Staatsangehörigkeit der Ehefrau haben.[5]